# Пристроми (Мінська область)
Пристроми (біл. вёска Прыстромы) — село в складі Смолевицького району Мінської області, Білорусь. Село підпорядковане Озерицько-Слобідській сільській раді, розташоване в центральній частині області.